# Acoblament de corrent continu

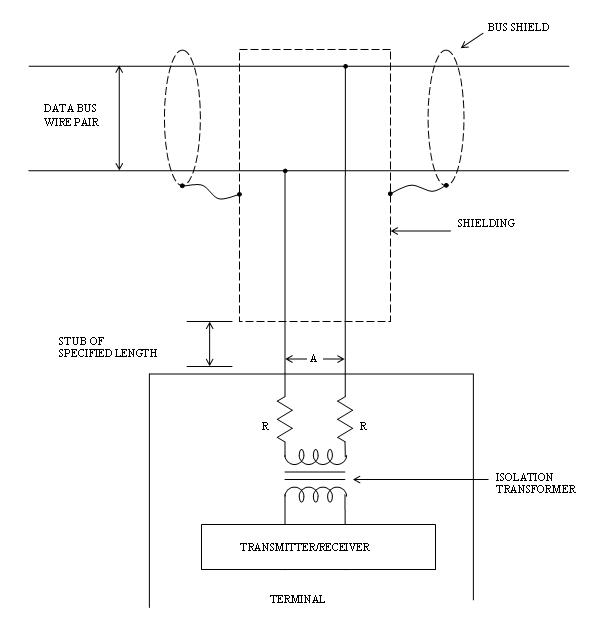
Interfície de bus tot emprant acoblament directe (quadrat en discontínua).

En electrònica, l'acoblament directe o acoblament de corrent continu (també anomenat acoblament conductor i acoblament galvànic) és la transferència d'energia elèctrica mitjançant contacte físic a través d'un medi conductor, en contrast amb l'acoblament inductiu i l'acoblament capacitiu. És una manera d'interconnectar dos circuits de manera que, a més de transferir el senyal de CA (o informació), el primer circuit també proporciona polarització de CC al segon. Així, els condensadors de bloqueig de CC no s'utilitzen ni es necessiten per interconnectar els circuits. L'acoblament conductor passa tot l'espectre de freqüències, inclòs el corrent continu.
Aquest acoblament es pot aconseguir mitjançant un cable, una resistència o un terminal comú, com ara un terminal d'unió o un enllaç metàl·lic.
Aquesta tècnica s'utilitza per defecte en circuits com els amplificadors operacionals IC, ja que els condensadors d'acoblament grans no es poden fabricar al xip. Dit això, alguns circuits discrets (com ara amplificadors de potència) també utilitzen acoblament directe per reduir costos i millorar el rendiment de baixa freqüència.
L'avantatge de l'acoblament directe és una molt bona resposta de baixa freqüència, sovint des de DC fins a la freqüència de funcionament més alta que permeti el sistema. Totes les aplicacions que requereixen la supervisió de senyals que canvien lentament (com les de termistors, termoparells, tensiometres, etc.) han de tenir una molt bona amplificació de CC amb errors de compensació mínims i, per tant, han d'estar directament acoblades a tot arreu i tenir correcció o retallament de compensació. incorporats a ells.